# Frédéric-Charles de Schleswig-Holstein-Plön
Frédéric-Charles de Schleswig-Holstein-Plön (né à Sønderborg le 4 août 1706 - mort à Traventhal le 18 octobre 1761) noble allemand qui fut duc de Schleswig-Holstein-Plön de 1729 à 1761.

## Biographie
Frédéric-Charles nait posthume de Christian-Charles († mai 1706) fils d'Auguste de Schleswig-Holstein-Sonderbourg-Plön-Norbourg († 1699) et de son épouse Élisabeth-Charlotte d'Anhalt-Harzgerode; Auguste est lui-même le deuxième fils de Joachim-Ernest de Schleswig-Holstein-Sonderbourg-Plön le fondateur de la lignée.
Frédéric-Charles obtient d'abord Norbourg en 1722 après la mort de son oncle Joachim-Frédéric de Schleswig-Holstein-Plön. Il succède ensuite le 21 mai 1729 au cousin germain de son père Jean-Adolphe de Schleswig-Holstein-Plön-Rethwisch avec l'appui du roi de Danemark à qui il cède Norbourg. Il meurt lui aussi sans postérité masculine en 1761 mettant fin à la lignée de Schleswig-Holstein-Plön et au duché qui est annexé par le roi Frédéric V.

## Union et postérité
Frédéric-Charles épouse Christine Armgarde von Reventlow (1711-1779) fille d'un général danois, Christian Detlev, Comte von Reventlow. Le seul fils du couple meurt en enfance mais ils ont aussi quatre filles:
- Sophie Christine Louise de Schleswig-Holstein-Sonderbourg-Plön (née Plön 5 novembre 1732; morte célibataire à Quedlinburg le 18 mars 1757, chanoinesse à l'abbaye de Quedlinburg;
- Frédérique Sophie Charlotte de Schleswig-Holstein-Sonderbourg-Plön (1736–1769), épouse Georges Louis II d'Erbach-Schönberg;
- Charlotte Amélie Wilhelmine de Schleswig-Holstein-Sonderbourg-Plön (1744–1770), épouse Frédéric-Christian Ier de Schleswig-Holstein-Sonderbourg-Augustenbourg
- Louise Albertine de Schleswig-Holstein-Sonderbourg-Plön (1748–1769), épouse Frédéric-Albert d'Anhalt-Bernbourg.

## Article lié
- Liste des ducs de Schleswig-Holstein-Sonderbourg-Glücksbourg